# Konstantin Koroteïev
Konstantin Apollonovitch Koroteïev (en russe : Константин Аполлонович Коротеев), né le 25 février 1901 dans l'Empire russe et mort le 4 janvier 1953 en URSS, est un militaire soviétique, lieutenant-général.

## Biographie
Il est né le 25 février 1901 dans le village de Chtcheglovka dans le gouvernement de Kharkov dans une famille d'ouvriers. Après l'école primaire, il travaille comme ouvrier dans la mine de Chtcheglovka . Il entre dans l'armée impériale russe en août 1916 durant la Première Guerre mondiale et est envoyé sur le Front sud-ouest avec le 290e régiment d'infanterie de Lipetsk.
En février 1918, il rejoint un détachement de la garde rouge formé par les mineurs de Chtcheglovka pendant la guerre civile russe. Il commande le 1er bataillon de Louhansk, qui fait partie de la 5e armée ukrainienne. En juin 1918, il commande une section dans le 2e régiment de l'Armée rouge. En juillet 1920, il est nommé commandant de peloton dans le 4e régiment stationné à Roslavl. En janvier 1921, il commande le 31e Régiment de fusiliers de la 4e Division d'infanterie. 
Durant la Seconde Guerre mondiale, en 1941, il est membre de la 18e armée (Union soviétique). En octobre 1941, il commande de la 12e armée (Union soviétique) et participe à la bataille de Rostov (1941) et la bataille de Rostov (1942). En septembre 1942, il commande la 9e armée (Union soviétique) et participe à la bataille du Caucase. En février 1942, il commande la 18e armée (Union soviétique). En mars 1942, il commande la 9e armée (Union soviétique). Le 13 mai 1943, il commande la 37e armée (Union soviétique). En juillet 1943, il commande la 52e armée (Union soviétique) et participe à la bataille du Dniepr, à la bataille de Tcherkassy, à l'Offensive Vistule-Oder et à la bataille de Berlin.

## Décorations
- Ordre de Lénine
- Ordre de l'étoile rouge
- Ordre de Koutouzov